# Bresslauilla relicta
Bresslauilla relicta is een platworm (Platyhelminthes). De worm is tweeslachtig. De soort leeft in het zoute water.
Het geslacht Bresslauilla, waarin de platworm wordt geplaatst, wordt tot de familie Graffillidae gerekend. De wetenschappelijke naam van de soort werd voor het eerst geldig gepubliceerd in 1929 door Reisinger.